# Blum (Familienname)
Blum bzw. Bluum ist ein Familienname.

## Namensträger

### A
- Abraham Blum (1905–1943), polnischer jüdischer Funktionär
- Albert Blum (* 1930), deutscher Unternehmer
- Albert W. Blum (1882–1952), deutsch-schweizerischer Ingenieur, Stahlkaufmann und Kunstsammler
- Albrecht Viktor Blum (1888–1959), österreichischer Filmregisseur, Filmeditor, Schauspieler und Theaterregisseur
- Alfons Blum (* 1934), deutscher Elektrotechniker und Hochschullehrer
- Alfred Blum (Bauingenieur) (1847–1920), deutscher Eisenbahn-Bauingenieur und Baurat
- Alfred Blum (Musiker) (1902–nach 1965), deutscher Violinist
- Alfred Blum-Ernst (1883–1968), Schweizer evangelischer Geistlicher, Missionar, Schulleiter, Autor und Herausgeber
- Ana Cecilia Blum (* 1972), ecuadorianische Autorin und Journalistin
- Andreas Blum (Journalist) (1938–2024), Schweizer Rundfunkjournalist, Radiodirektor, Schauspieler, Politiker und Spitzensportler
- Andreas Blum (Künstler) (* 1963), deutscher Maler
- Andrei Borissowitsch Blum, ursprünglicher Name von Anthony von Sourozh (1914–2003), russisch-orthodoxer Bischof
- Anita Blum-Paulmichl (1911–1981), deutsche Medailleurin, Zeichnerin und Malerin sowie Bildhauerin
- Anna Blum (1843–1917), Funktionärin des Badischen Frauenvereins und Stifterin
- Arlene Blum (* 1945), US-amerikanische Bergsteigerin
- Avrim Blum (* 1966), US-amerikanischer Informatiker

### B
- Bartholomäus Blum (auch Barthel Blümlein oder Blumenthal; 1506–1585), deutscher Konquistador, siehe Bartolomé Flores
- Béla Blum (1891–1957), ungarischer Ruderer
- Bernard Blum (1938–2014), französischer Agrarwissenschaftler und Gründungspräsident der International Biocontrol Manufacturers Association
- Bertram Blum (* 1950), deutscher katholischer Theologe und Erwachsenenbildner
- Birgit Blum (* 1968), liechtensteinische Judoka
- Bruno Blum (1939–2017), deutscher Physiotherapeut

### C
- Carl Blum (Komponist) (Carl Wilhelm August Blum; 1786–1844), deutscher Sänger, Schauspieler, Regisseur, Librettist und Komponist
- Carl Blum (Theologe) (Carl Theodor Wilhelm Blum; 1841–1906), lettischer Theologe und Pfarrer
- Carl Blum (Maler) (1888–1953), deutscher Maler
- Christian Blum (* 1987), deutscher Sprinter
- Christine Blum (* 1958), Schweizer Politikerin (SP)
- Constanze Blum (* 1972), deutsche Skilangläuferin

### D
- Daniela Blum (* 1986), Theologin und Kirchenhistorikerin
- Danny Blum (* 1991), deutscher Fußballspieler
- Dieter Blum (* 1936), deutscher Fotograf
- Dominik Blum (* 1964), Schweizer Musiker und Dirigent
- Donat Blum (* 1986), Schweizer Schriftsteller
- Dorothy Blum (1924–1980), US-amerikanische Informatikerin und Kryptoanalytikerin

### E
- Eberhard Blum (1919–2003), deutscher Nachrichtendienstler
- Eberhard Blum (Flötist) (1940–2013), deutscher Flötist
- Edgar Blum (1928–2019), deutscher Maler, Grafiker, Illustrator, Autor und Filmemacher
- Edmund Blum (1874–1938), österreichischer Zahnarzt und Schriftsteller
- Egon Blum (* 1940), österreichischer Unternehmensberater, Konstrukteur und Funktionär
- Elisabeth Blum (Philosophin) (* 1948), US-amerikanische Philosophin und Hochschullehrerin
- Elisabeth Blum (Architektin), Schweizer Architektin, Zeichnerin, Fotografin, Autorin und Hochschullehrerin
- Elsa Burckhardt-Blum (1900–1974), Schweizer Architektin und Malerin
- Elwin Blum (1920–2002), österreichischer Politiker (VdU, FPÖ)
- Emil Blum (1894–1978), Schweizer Theologe
- Erhard Blum (* 1950), deutscher Theologe
- Eric Blum (* 1986), japanisch-schweizerischer Eishockeyspieler
- Ernest Blum (1836–1907), französischer Dramatiker und Librettist
- Ernst Blum (Psychoanalytiker) (1892–1981), deutsch-schweizerischer Psychoanalytiker
- Ernst Blum (Jurist) (1901–1970), deutscher Jurist
- Ernst Blum (Fußballspieler) (1904–1980), deutscher Fußballspieler
- Ernst Blum (Politiker) (* 1957), österreichischer Politiker (FPÖ)
- Ernst Andreas Blum (1799–1882), deutscher Jurist und Abgeordneter
- Erwin Blum, deutscher Volkswirt und ehemaliger Hochschulpräsident
- Eva Blum (* 1967), deutsche Schauspielerin und Theaterautorin

### F
- Fabian Blum (* 1995), Schweizer Rollstuhlsportler
- Fanny Blum (1873–1959), deutsche Widerstandskämpferin jüdischen Glaubens
- Felix Blum (* 1970), deutscher Film- und Fernsehproduzent
- Felix Blum (Designer) (* 1981), deutscher Designer, Regisseur und Komponist
- Ferdinand Blum (1865–1959), deutscher Physiologe
- Fiona Blum (* 1968), deutsche Juristin und Schriftstellerin, siehe Veronika Rusch
- Franz Blum (Politiker) (1890–1947), österreichischer Politiker (SPÖ)
- Franz Blum (Bildhauer) (1914–1942), österreichischer Bildhauer
- Franz Anton Blum (1758–1823), deutscher Jurist und Abgeordneter
- Friedrich Blum (1868–1936), deutscher Schuldirektor, Schulpolitiker (1913–1918 Abgeordneter Nationalliberale Partei im Badischen Landtag) und Heimathistoriker
- Friedrich Karl Blum (1748–1826), deutscher Beamter
- Friedrich Blum (1768–1832), Landrentmeister und ab 1820 Besitzer von Schloss Henneckenrode, Gründer der Blumschen Waisenstiftung
- Fritz Blum (Schauspieler) (um 1885–nach 1951), österreichischer Schauspieler
- Fritz Blum (Maler, 1897) (1897–1971), deutscher Maler und Grafiker
- Fritz Blum (Maler, 1901) (1901–1994), deutscher Maler und Grafiker

### G
- Gebhard Blum (1888–1972), Schweizer Botaniker und Hochschullehrer
- Georg Franz von Blum (18. Jh.), kurkölnischer Rat und Autor
- Georg Günter Blum (1930–2015), deutscher evangelischer Theologe, Orientalist und Professor für Ostkirchengeschichte
- Georges Blum (Radsportler) (1919–1986), französischer Radrennfahrer
- Georges Blum (Bankmanager) (* 1935), Schweizer Bankmanager
- Gerd Blum (* 1965), deutscher Kunsthistoriker
- Gerhard Jürgen Blum-Kwiatkowski (1930–2015), deutscher Künstler
- Günter Blum (Diplomat) (1922–1990), deutscher Politiker (SED) und Diplomat
- Günter Blum (Fotograf) (1949–1997), deutscher Fotograf
- Günther Blum (1905–1973), deutscher Politiker (NSDAP) und Jugendfunktionär

### H
- H. Steven Blum (* 1946), pensionierter Generalleutnant der US Army
- Hans Blum (Architekturtheoretiker), deutsch-schweizerischer Architekturtheoretiker
- Hans Blum (Autor) (1841–1910), deutscher Rechtsanwalt und Schriftsteller
- Hans Blum (Maler) (1858–1942), deutscher Maler
- Hans Blum (Bibliothekar) (1917–2016), deutscher Bibliothekar
- Hans Blum (Komponist) (Pseudonym Henry Valentino; 1928–2024), deutscher Komponist, Texter, Musikproduzent und Sänger
- Harry Blum (1944–2000), deutscher Politiker (CDU)
- Hartmut Blum (* 1966), deutscher Althistoriker
- Hedy Blum (1931–1942), österreichische Schülerin und Holocaust-Opfer
- Heiko R. Blum (1935–2011), deutscher Filmkritiker und Autor
- Heiner Blum (* 1959), deutscher Maler und Konzeptkünstler
- Heinrich Blum (1884–1964), deutscher Gymnasiallehrer, Ehrenbürger von Warendorf
- Helene Blum-Gliewe (1907–1992), deutsche Bühnenbildnerin und Architekturmalerin
- Herbert Blum (1931–1992), deutscher Kirchenmusiker und Komponist
- Heribert Blum (* 1955), deutscher Mathematiker und Hochschullehrer
- Herma Blum (1911–2002), deutsche Kunsthandweberin
- Holger Blum (* 1964), deutscher Komiker, Mitglied von Die Bierhähne
- Hubert E. Blum (* 1944), deutscher Mediziner

### I
- Ida Blum (1845–1908), deutsche Schriftstellerin, Tochter von Robert Blum
- Inge Blum (1924–2011), deutsche Bildhauerin
- Isaak Blum (1833–1903), deutscher Pädagoge und Naturwissenschaftler
- Irving Blum (* 1930), US-amerikanischer Kunsthändler

### J
- Jacques Blum (* 1950), französischer Mathematiker
- Jannis L. Bluum (* 2007), deutscher Komponist und Musiker
- Jason Blum (* 1969), US-amerikanischer Filmproduzent
- Jean Blum (1914–1982), französischer Pilzkundler
- Jeanne Blum (1899–1982), französische Erzieherin, Schulgründerin und Premierminister-Gattin
- Jehuda Zvi Blum (* 1931), israelischer Hochschullehrer für Internationales Recht, Diplomat und UNO-Botschafter
- Jenny Blum (1810–1874), Publizistin, Frau von Robert Blum
- Jerome Blum (1913–1993), US-amerikanischer Historiker
- Joachim Christian Blum (1739–1790), deutscher Lyriker
- Jochen Blum (* 1959), deutscher Facharzt für Chirurgie und Unfallchirurgie, Professor für Musikphysiologie und Fachbuchautor
- Johann Blum (Jurist) (1599–1629/1631), deutscher Jurist
- Johann Blum (Medailleur) (um 1599–nach 1689), deutscher Stempelschneider und Medailleur
- Johann Blum (Unternehmer) († 1893), österreichischer Unternehmer
- Johann Reinhard Blum (1802–1883), deutscher Mineraloge
- Johannes Blum (1857–1946), deutscher Politiker (Zentrum)
- John Blum (Eishockeyspieler) (* 1959), US-amerikanischer Eishockeyspieler
- John Blum (Pianist) (* 1968), US-amerikanischer Musiker und Komponist
- John Leo Blum (1917–1995), US-amerikanischer Mykologe und Botaniker
- John Morton Blum (1921–2011), US-amerikanischer Historiker
- Jonathon Blum (* 1989), US-amerikanischer Eishockeyspieler
- Josef Blum (Fußballspieler) (1898–1956), österreichischer Fußballspieler
- Josef Blum (Kampfsportler) (* 1956), deutscher Kampfsportler
- Joseph Blum (1831–1888), deutscher Politiker
- Julius Blum (Bankier) (1843–1919), Blum Pascha, österreichischer Bankier
- Julius Blum (Politiker) (1867–1942), österreichischer Kommunalpolitiker
- Julius R. Blum (1922–1982), deutscher Mathematiker
- Jürgen Blum (Reiter) (* 1956), deutscher Vielseitigkeitsreiter
- Jürgen Blum (Physiker) (* 1962), deutscher Physiker

### K
- Karl Blum (Politiker) (1878–1945), deutscher Politiker (SPD)
- Karl Blum (Fußballspieler) (* 1961), österreichischer Fußballspieler
- Karl Ludwig Blum (1796–1869), deutscher Historiker, Geograph und Statistiker
- Karl-Wilhelm Blum (* 1939), deutscher Wirtschaftswissenschaftler
- Katharina Blum (* 1966), deutsche Filmjournalistin, Autorin und Eventmanagerin
- Katrin Blum (* 1977), deutsche Journalistin
- Kerstin Engelhardt-Blum (* 1971), deutsche Juristin, Regierungspräsidentin von Mittelfranken
- Kilian Blum (* 1957), Schweizer Radrennfahrer
- Klara Blum (1904–1971), österreichisch-sowjetisch-chinesische Schriftstellerin
- Kurt Blum (1922–2005), Schweizer Fotograf
- Kurt Blum (Journalist) (1948–2017), Schweizer Journalist und Politiker
- Kurt Blum (Architekt) (* 1954), Schweizer Architekt

### L
- Lawrence Blum (* 1943), US-amerikanischer Philosoph
- Leif Blum (* 1975), deutscher Politiker
- Len Blum (* 1951), kanadischer Drehbuchautor, Musiker, Yogalehrer und Kolumnist
- Lenore Blum (* 1942), US-amerikanische Logikerin und Informatikerin
- Léon Blum (1872–1950), französischer Politiker
- Léon Blum (Mediziner) (1877–1930), Entdecker der Adrenalinglykosurie
- Leonhard Blum (1857–1933), deutscher Maler und Architekt
- Leopold Blum (1895–1953), deutscher Veterinär, Gestüts- und Tierklinikbesitzer (1938 Emigration nach Großbritannien)
- Lesser Blum (1934–2016), US-amerikanischer Physikochemiker
- Lewin Blum (* 2001), Schweizer Fußballspieler
- Lisa-Marie Blum (1911–1993), deutsche Schriftstellerin, Malerin und Grafikerin
- Lodoiska von Blum (1844–1927), deutsche Schriftstellerin
- Louis Blum (1858–1920), luxemburgischer Chemiker
- Ludwig Blum (Hubert Franz Anton Blum; 1814–1873), deutscher Pfarrer, Beamter und Politiker

### M
- Manuel Blum (* 1938), US-amerikanischer Informatiker
- Maria Blum (1890–1961), deutsche Politikerin (KPD)
- Mark Blum (1950–2020), US-amerikanischer Schauspieler
- Martin Blum (* 1976), Radverkehrsbeauftragter der Stadt Wien
- Matthias Blum, deutscher katholischer Theologe und Pädagoge
- Max Blum (1864–1902), deutscher Kaufmann und Schriftsteller
- Michael Blum (Drucker) (1494–1550), deutscher Drucker
- Michael Blum (Künstler, 1942) (1942–2023), deutscher Künstler
- Michael Blum (Pianist) (* 1956), US-amerikanischer Pianist
- Michael Blum (Künstler, 1966) (* 1966), israelischer Künstler
- Michael Blum (Fußballspieler) (* 1988), deutscher Fußballspieler
- Moritz Blum (1596–1626), deutscher Mediziner

### N
- Nikolaus Blum (1857–1919), deutscher Ordenspriester und Missionar
- Nina Blum (Nina Schüssel; * 1973), österreichische Schauspielerin
- Norbert Blum (Bildhauer) (1938–2009), deutscher Bildhauer
- Norbert Blum (Informatiker) (* 1954), deutscher Informatiker
- Norma Blum (* 1939), brasilianische Schauspielerin

### O
- Oscar Blum (* 1886), Schriftsteller, Philosoph, Theaterregisseur und mutmaßlicher Geheimagent
- Otto Blum (1876–1944), deutscher Eisenbahningenieur und Hochschullehrer

### P
- Paul Blum (Mediziner) (1878–1933), französischer Dermatologe
- Paul Blum (Schriftsteller) (1884–nach 1929), österreichisch-tschechischer Lehrer, Schriftsteller und Literaturwissenschaftler
- Paul Richard Blum (* 1950), deutscher Philosoph und Philosophiehistoriker
- Peter Blum (Architekt) (1872–1959), deutscher Architekt
- Peter Blum (Schriftsteller) (1925–1990), südafrikanischer Autor
- Peter Blum (Galerist) (* 1948/1949), US-amerikanisch-schweizerischer Galerist
- Peter Blum (Historiker) (* 1959), deutscher Historiker
- Peter Blum (Maler) (* 1964), deutscher Maler und Grafiker
- Peter Blum (Schauspieler) (* 1991), deutscher Schauspieler
- Peter Joseph Blum (1808–1884), deutscher Geistlicher, Bischof von Limburg
- Petra Blum (* 1961), deutsche Basketballspielerin

### R
- Rainer Blum (* 1960), deutscher Eishockeyspieler
- Ralph Blum (1932–2016), US-amerikanischer Schriftsteller
- Ray Blum (1919–2010), US-amerikanischer Eisschnellläufer
- Rebeccah Blum (1967–2020), US-amerikanisch-deutsche Kunsthistorikerin und Kuratorin
- Reinhard Blum (Ökonom) (* 1933), deutscher Ordinarius für Betriebswirtschaftslehre
- Reinhard Blum (Turner) (* 1968), österreichischer Kunstturner
- René Blum (1878–1942), französischer Ballett-Impresario, in Auschwitz ermordet
- Reni Blum (1934–2003), Schweizer Art-brut-Malerin
- Richard Blum (Maler) (1891–1943), deutscher Maler
- Richard Blum (* 1954), US-amerikanischer Musiker, Radiomoderator und Autor, siehe Richard Manitoba
- Robert Blum (1807–1848), deutscher Politiker und Revolutionär
- Robert Blum (Autor) (1881–1952), österreichischer Schriftsteller
- Robert Blum (Komponist) (1900–1994), Schweizer Komponist
- Robert Blum (Fechter) (1928–2022), US-amerikanischer Fechter
- Robert Blum (Politiker, 1989) (* 1989), österreichischer Politiker (FPÖ)
- Robert Frederick Blum (1857–1903), US-amerikanischer Künstler
- Rod Blum (* 1955), US-amerikanischer Politiker
- Roger Blum (* 1945), Schweizer Medienwissenschaftler
- Roland Blum (* 1945), französischer Politiker
- Rolf Blum (Architekt) (1916–2011), Schweizer Architekt und Kantonsbaumeister
- Rolf Blum (Schiedsrichter) (* 1943), deutscher Fußball-Schiedsrichter
- Ron Blum, US-amerikanischer NFL-Schiedsrichter
- Rudolf Blum (Maler) (1896–1973), österreichischer Maler
- Rudolf Blum (Philologe) (1909–1998), deutscher Bibliothekar und Klassischer Philologe
- Ruth Blum (1913–1975), Schweizer Schriftstellerin

### S
- Samuel E. Blum (1920–2013), US-amerikanischer Chemiker, Pionier der Augenchirurgie mit Lasern
- Sidonie Blum (1898–1942), österreichisches Opfer des Holocaust, siehe Liste der Erinnerungssteine in Wien-Liesing und Hedy Blum
- Simone Blum (* 1989), deutsche Springreiterin
- Sophie Blum-Lazarus (1867–1944), deutsch-französische Landschafts- und Puppenmalerin
- Stefan Blum (* 1957), deutscher Müller und Bäcker
- Stephan Blum (* 1970), deutscher Archäologe
- Susann Blum (* 1981), deutsche Journalistin und Fernsehmoderatorin
- Sylvie Blum (geb. Sylvie Neubauer; * 1967), deutsche Fotografin und Fotomodell

### T
- Theo Blum (1883–1968), deutscher Künstler
- Theodor Blum (1883–1962), US-amerikanischer Zahnarzt und Kieferorthopäde österreichischer Herkunft
- Thomas Blum (1927–1992), Schweizer Dirigent

### U
- Ueli Blum (* 1961), Schweizer Theaterregisseur, Dramaturg, Autor und Übersetzer
- Ulrich Blum (* 1953), deutscher Wirtschaftswissenschaftler und Hochschullehrer

### V
- Vinzenz Blum (1916–2007), österreichischer Ornithologe

### W
- Walter Blum (1937–2013), deutscher Physiker
- Werner Blum (* 1945), deutscher Mathematiker und Hochschullehrer
- Wilhelm Blum (Politiker, 1802) (1802–1887), deutscher Politiker, MdL Nassau
- Wilhelm Blum (Politiker, 1831) (1831–1904), deutscher Politiker (NLP), MdR
- Wilhelm Blum (SS-Mitglied) (1890–1948), deutscher SS-Obersturmbannführer
- Wilhelm Blum (Politiker, 1894) (1894–1972), deutscher Politiker (CDU), MdL Hessen
- Wilhelm Blum (Philologe) (1943–2023), deutscher Altphilologe, Autor und Pädagoge
- William Blum (1933–2018), US-amerikanischer Publizist
- Winfried Blum (* 1941), deutsch-österreichischer Bodenbiologe
- Wolf Blum († 1443), Kaufherr in Frankfurt/Main
- Wolfgang Blum (Ingenieur) (* 1940), deutscher Ingenieur, Werkstoffkundler und Hochschullehrer
- Wolfgang Blum (Reisejournalist) (* 1955), deutscher Reisejournalist
- Wolfgang Blum (Wissenschaftsjournalist) (* 1959), deutscher Wissenschaftsjournalist und Mathematiklehrer
- Wolfgang Blum (Botaniker) (* 1963), deutscher Kakteenkundler

### Z
- Zoltán Blum (1892–1959), ungarischer Fußballspieler und -trainer